# Dietrich Stahl
Dietrich Stahl (* 1947 oder 1948; † 24. Dezember 1999) war ein deutscher Schauspieler.
Stahl war Schauspieler an der Freilichtbühne Freudenberg, wo er über Jahrzehnte am Aufbau und der Weiterentwicklung der Bühne mitwirkte. Länger als ein Vierteljahrhundert gehörte er dem geschäftsführenden Vorstand des Freilichttheaters an und leitete den finanziellen Bereich. Als Schauspieler wirkte er in diversen Rollen über einen Zeitraum von 38 Spielzeiten mit. Hervorzuheben ist dabei insbesondere seine Interpretation der Rolle des "Räuber Hotzenplotz". Stahl starb an Heiligabend 1999 im Alter von 51 Jahren.